# Power of the Universe
Power of the Universe – drugi album studyjny francuskiej grupy Nightmare, wydany w maju 1985. Płyta została wydana ponownie w 1999 za sprawą Brennus Records.

## Lista utworów
1. ”Running for the Deal” -	04:31
2. ”Diamond Crown” -	03:54
3. ”Prowler in the Night” 	- 04:46
4. ”Power of the Universe” -	04:13
5. ”Let's Go” -	03:25
6. ”Judgement Day” -	04:43
7. ”Princess of the Rising Sun” -	03:33
8. ”Invisible World” -	06:18

## Wykonawcy
- Jean-Marie Boix - wokal
- Nicolas De Dominicis - gitara
- Jean Stripolli - gitara
- Yves Campion - gitara basowa
- Jo Amore - perkusja